# Хакимова, Светлана Фаритовна
Светлана Фаритовна Хакимова (род. 26 июня 1963, Старосепяшево, Башкирская АССР) — актриса Башкирского Государственного Академического театра драмы им. Мажита Гафури, Народная артистка Республики Башкортостан (2006).

## Биография
Хакимова Светлана Фаритовна родилась 26 июня 1963 года в деревне Старосепяшево Альшеевского района Башкирской АССР.
В 1991 году окончила Уфимский институт искусств (курс Р. В. Исрафилова).
По окончании института работает в Башкирском Государственном Академическом театре драмы имени Мажита Гафури. Амплуа лирико-комедийных героев.
Выступает с концертами как певица, исполняющая народные песни и песни башкирских композиторов (С. А. Низаметдинов, С. Г. Садыкова, Р. М. Хасанов).

## Роли в спектаклях
Галиябану («Галиябану»), Сарби («Йәш йөрәктәр» — «Молодые сердца» Ф. Бурнаша), Карлугас (одноимённая драма Б. Бикбая), Ляля («Аќылйәр» — «Возлюбленная» М. Файзи), Хандугас («Тиле йәшлек» — «Озорная молодость» И. А. Абдуллина; дебют, 1991), Сарвар («Башмагым»), Альфия («…Шайморатов-генерал» — «…Шаймуратов-генерал»),  Халима («Һөйөү сәғәте һуҡҡанда» — «В ожидании часа любви»; обе — Ф. М. Булякова), Алтынай («Өҙөлгән туй» — «Прерванная свадьба» З. К. Атнабаевой), Негина — «Аҡ ҡанатлы хыялым» («Белокрылая моя мечта») по пьесе «Таланты и поклонники» А. Н. Островского, Зухра Фаритовна ("Неспетая песня моя..."), Альбина ("Цена счастья ")

## Награды и звания
- Заслуженная артистка Республики Башкортостан (1997)
- Народная артистка Республики Башкортостан (2006)